# Sanys implacata
Sanys implacata là một loài bướm đêm trong họ Erebidae.